# The Horse Boy
The Horse Boy è un libro autobiografico pubblicato da Rupert Isaacson nel 2009.
Il libro è la storia vera di due genitori che nel 2007 hanno intrapreso un viaggio dal Texas fino in Mongolia per cercare di curare l'autismo del figlio Rowan attraverso il contatto con i cavalli e gli sciamani.

## L'autore
Rupert Isaacson è nato a Londra da madre sudafricana e padre dello Zimbabwe.
Il suo primo libro, The Land Healing: Una Kalahari (Grove Press), è stato molto apprezzato nel 2004 dal New York Times. 
È un giornalista e uno scrittore di viaggio che scrive per testate quali Daily Telegraph, Esquire, National Geographic, Independent on Sunday, Conde Nast Traveller, Daily Mail e The Field.
Ha viaggiato molto in Africa, Asia e Nord America e adesso vive ad Austin, in Texas, con sua moglie, Kristin, e loro figlio, Rowan. 
Oltre ad essere un addestratore di cavalli ex-professionale, Rupert è direttore e fondatore di “[Indigenous Land Rights Fund]”, un'organizzazione non-profit che aiuta i profughi minacciati e le tribù indigene ad ottenere il possesso della loro terra ancestrale.

## Sinossi
Rowan è afflitto dai disturbi dello spettro autistico e come tutti gli individui con autismo ha problemi di incontinenza fisica e psicologica, ha crisi nervose costantemente accompagnate da forti urla e strilli e nessun rapporto con il mondo esterno. Dopo la diagnosi della malattia, per i genitori, inizia l'inferno: tutta la loro vita, adesso, gira intorno al figlio e alle cure di cui necessita; non possiedono più una loro sfera personale, non esistono più come coppia: assumere babysitter è impossibile e la gestione del bambino si fa sempre più difficile.
In seguito al fallimento delle tradizionali terapie e alla scoperta che Rowan possiede un legame speciale con i cavalli e con tutti gli animali in generale, il padre, Rupert, decide, assieme alla moglie, di intraprendere un viaggio di un mese nell'estate del 2007 fino in Mongolia, per curarlo a contatto con la natura e con i riti degli sciamani.
Al termine di questo viaggio, che ha portato notevoli e importanti miglioramenti nel bambino, il padre ha deciso di raccontare la loro esperienza all'interno di un libro e di montare un documentario con le riprese effettuate “on the road”.
Ha poi fondato un'associazione, la “Horseboy foundation”, che si dedica alla cura attraverso l'ippoterapia di bambini con problemi neurologici.

## I primi anni
Rowan Isaacson aveva solo due anni quando, gli venne diagnosticato, per la prima volta, l'autismo, malattia conosciuta come " disturbo pervasivo dello sviluppo non altrimenti specificato " e che oggi colpisce, inspiegabilmente, un bambino su centodieci.
Il padre Rupert racconta come suo figlio, nato con un taglio cesareo d'emergenza, apparisse, in un primo momento, estremamente precoce: amava camminare e chiacchierava molto, aveva una passione per il cartone animato " Il Trenino Thomas " di cui aveva imparato a memoria ogni battuta dei dialoghi; trascorreva ore a mettere in fila i suoi giocattoli sul pavimento, mentre i suoi genitori, stupiti e orgogliosi, sognavano per lui un futuro da artista, come lo era stata la nonna o da architetto, come il nonno.
La sua abitudine di muoversi e divincolarsi durante l'allattamento era stata inizialmente scambiata per indole passionale, come quella degli scrittori o degli avventurieri.

## La scoperta della malattia
Già all'età di 18 mesi, la madre, psicologa, iniziò però a preoccuparsi per l'originalità del figlio nel linguaggio e per lo strano modo che aveva di relazionarsi con il mondo: da quel momento le cose cominciarono a peggiorare e le crisi neurologiche aumentarono, così come l'incontinenza fisica ed emotiva.
Rowan iniziò pian piano a dimenticare le parole apprese nel corso dell'anno precedente, chiudendosi sempre più in sé stesso, evitando qualsiasi contatto con gli altri, urlando senza motivo, come se all'interno del suo sistema nervoso fosse esploso qualcosa di estremamente doloroso, capace di allontanarlo dai suoi genitori e dal mondo intero.
Con la crescita del figlio diminuivano sempre più, per i genitori, le speranze ambiziose sul suo futuro ; le loro vite professionali ed emotive stavano precipitando, poiché tutto il tempo e le energie erano occupate da Rowan e dalle cure che la sua malattia richiedeva.
Le terapie tradizionali, in ospedale, con medici e specialisti, non sembravano, tuttavia, apportare alcun miglioramento, anzi sembravano peggiorare le condizioni del bambino, che si mostrava piuttosto avverso alle cure a cui veniva sottoposto.

## Un forte legame con i cavalli
Fu durante una passeggiata, unica attività che sembrava tranquillizzare il piccolo Rowan, che il padre si accorse di qualcosa di straordinario: dopo che il figlio ebbe oltrepassato un recinto, al cui interno si trovava una mandria di cavalli, la cavalla a capo del gruppo equino, invece di essere spaventata e di calpestare il suolo e innervosirsi (reazione normale per un cavallo quando un bambino gli corre e urla davanti), chinò il capo verso di lui, rotolando ai suoi piedi, in segno di sottomissione.
Anche in altre occasioni Rupert si accorse che la bellissima cavalla del vicino, Betsy, dal pelo marrone e gli occhi furbi e vispi, si sottometteva al bambino nonostante questo le urlasse davanti o si agitasse intorno a lei e che ogni volta che la cavalcava con suo figlio, il piccolo non solo si calmava, ma tornava di nuovo a parlare.
La dottoressa Temple Grandin, docente di zoologia alla Colorado State University, anch'ella con autismo, confermò a Rupert che, coloro che sono affetti da tale malattia, riescono a comunicare più difficilmente con i loro simili che con gli animali, con i quali hanno in comune la modalità di visione del mondo esterno: infatti, sia gli animali che gli individui con autismo pensano per immagini, al contrario delle altre persone che, invece, pensano per parole.
La professoressa gli disse, inoltre, che è possibile comprendere la mente autistica studiando gli animali e capire gli animali studiando gli individui con autismo e che ogni tipo di movimento ripetitivo o dondolante, come, ad esempio, il cavalcare, può stimolare l'apprendimento di una persona con autismo.
Anche per Rupert, appassionato di cavalli fin dall'infanzia, allenatore ed ex addestratore professionista, gli episodi ai quali aveva assistito erano particolari e significativi, tanto da portarlo a formulare una strana, ma geniale, idea.

## L'idea del viaggio
Durante la sua carriera di scrittore, Rupert si era trovato spesso a contatto con i Boscimani del Kalahari, i quali avevano alle spalle una lunga tradizione di guarigione spirituale e aveva assistito a risanamenti inspiegabili. Dunque, convinto che i cavalli rappresentassero il collegamento tra suo figlio e il mondo esterno, cominciò a cercare su internet un luogo in cui fossero uniti questi animali e le guarigioni spirituali: si imbatté così, per la prima volta, nella Mongolia.
Lì il cavallo è un animale molto importante sia come mezzo di trasporto che come animale da soma ed è legato anche ad antichi riti magici: ha quindi un valore più profondo che va al di là dell'aspetto pratico.
Inoltre in Mongolia abita il Popolo delle Renne, una tribù di sciamani che vive da sempre in simbiosi con le divinità e con gli spiriti della natura.
Si convinse allora che determinati riti, un certo battito cadenzato delle mani, i canti, le dolci melodie, avrebbero avuto lo stesso effetto dell'equitazione: avrebbero cioè facilitato l'attivazione dei ricettori dell'apprendimento in suo figlio.
Decise dunque di sottoporre Rowan a queste funzioni per vedere se avrebbero avuto un effetto positivo su di lui e se fosse migliorato almeno po'.
Inizialmente la moglie Kristin rifiutò, scettica, l'idea del marito di recarsi fin là, dandogli del pazzo, ma in seguito si lasciò convincere e, nell'estate del 2007, i due coniugi intrapresero un viaggio di quattro settimane, per portare il figlio a contatto con gli sciamani e con i cavalli,
Raggiunsero la capitale della Mongolia, Ulan Bator e poi proseguirono a cavallo, carichi di bagagli, salviette usa e getta, pantaloni di ricambio, giocattoli; accompagnati da una troupe cinematografica, un pulmino, una cuoca, delle guide e alcuni traduttori, spostandosi da un guaritore all'altro e arrivando, dopo aver attraversato tutta la steppa, fino all'estremo nord, nel territorio del Popolo delle Renne, nella parte mongola della Siberia, a più di 3000 metri di altitudine.

## Primo incontro con gli sciamani
Il primo incontro con i riti magici avvenne lungo le sponde del fiume sacro Tuul, dove nove sciamani erano giunti da tutta la Mongolia per aiutare Rowan con le loro funzioni.
Ognuno fece un suo rito, con musiche, danze, tamburi, ognuno dando consigli ai genitori, esprimendo il proprio giudizio sul bambino, la sua malattia e l'eventuale guarigione.
Stranamente il bambino, durante i vari rituali, alternava strilli (pochi) a momenti di pace, mostrando piuttosto una grande capacità di adattamento, senza essere troppo sconvolto né dalla presenza degli sciamani, né dai loro particolari costumi.
A volte gli sciamani suonavano il tamburo a poca distanza dal suo viso o addirittura gli mettevano la testa sotto il tamburo stesso, battendoci sopra; a volte lo colpivano per sbaglio o gli afferravano gambe e braccia per soffiarci su: al contrario di quanto lo stesso Rupert avesse immaginato, però, Rowan non si chiuse in sé stesso per la paura, né iniziò ad urlare, bensì rideva a crepapelle afferrando le maschere degli sciamani e divertendosi.
In quel contesto, avvenne anche un episodio che non era mai successo: Rowan si fece prendere in braccio da una sconosciuta, cosa che non avrebbe mai permesso prima.
Al termine della lunga cerimonia, gli sciamani, parlando con Rupert, riferirono che i segni da parte dei Signori delle montagne erano stati tutti favorevoli: la pioggia immediatamente successiva ai riti era il primo indizio del fatto che gli dei avevano accettato che Rowan guarisse; inoltre, nessun animale aveva disturbato la funzione, né erano stati avvistati in cielo uccelli di cattivo auspicio.
Tutti i guaritori affermarono, infine, la necessità di ripetere la cerimonia almeno una volta l'anno, per tre anni, per conquistare la benevolenza del Padrone delle acque e opporsi allo spirito negativo, che, dicevano, guidava Rowan ed era il principale responsabile della sua malattia.
Infine istruirono Rupert e Kristin sui riti che tutti insieme avrebbero dovuto svolgere finché fossero rimasti in Mongolia: il bambino doveva, ogni sera, essere lavato con vodka, latte ed erbe e asciugato con tovaglioli che poi sarebbero dovuti essere gettati verso Ovest; inoltre, anche loro stessi avrebbero dovuto lavarsi, per le tre sere successive, con un miscuglio di latte, vodka ed erbe, sempre gettando i panni umidi ad Ovest.
Queste complicate istruzioni dovevano essere rigorosamente seguite.

## Verso il lago Sharga
Un lago molto lontano, il cui nome Sharga significa " splendente", era stato indicato loro, dagli abitanti del luogo e dalle guide, come una tappa fondamentale del viaggio, poiché si diceva che le sue acque avessero degli enormi poteri e che, quindi, avrebbero apportato dei benefici a Rowan.
La sua lontananza, però, li rendeva incerti sul da farsi: seguire le indicazioni e recarsi fin lì o dedicare più tempo al viaggio verso il Popolo delle renne e dirigersi, dunque, direttamente verso i suoi pascoli estivi?
Fu chiesto di decidere a Rowan, che, senza esitazione, sentenziò che avrebbero prima raggiunto il lago e poi, successivamente, sarebbero giunti alla loro meta: la Siberia mongola.
Si misero dunque in cammino diretti verso quelle acque, ma Rowan, inspiegabilmente, non voleva più cavalcare, bensì spostarsi stando comodamente seduto sul pulmino e giocando con i suoi giocattoli, cosa che molto preoccupò il padre Rupert, dato che il pulmino non avrebbe potuto accompagnarli per l'intero viaggio.
Durante il tragitto incontrarono altri guaritori, che si occuparono di Rowan: dissero che il bambino sarebbe guarito e che un giorno avrebbe saputo cavalcare da solo, senza l'aiuto del padre. Gli fu addirittura regalato un cavallo.
Si fermarono anche presso un monastero buddista, dove i monaci pregarono per il piccolo e per la sua guarigione.
Finalmente arrivarono, con grande sollievo da parte di tutti, al lago, che era, in realtà, più bello di quanto avessero immaginato: un luogo misterioso e affascinante, residuo di un vulcano esistito millenni prima.
Sulle rive del lago, centinaia di cavalli, di qualsiasi colore e dimensione, divisi in branchi, ciascuno dei quali guidato da uno stallone, brucavano l'erba. Nell'acqua vi erano grandi cigni bianchi e pesci, che, di tanto in tanto, fuoriuscivano dalla superficie per mangiare gli insetti, soprattutto mosche e zanzare, di cui l'aria era piena.
Per giovarsi dei poteri terapeutici dell'acqua del lago bisognava immergervisi, ma Rupert e sua moglie Kristin temevano che Rowan si sarebbe rifiutato di farlo: in realtà si accorsero, con grande sorpresa e stupore, che il figlio, giocando, vi era già entrato spontaneamente dentro.
Successivamente, a piedi, si misero in cammino per la sorgente guaritrice, non molto lontana da lì. Dopo circa un chilometro di strada, una volta giunti al fiume, scoprirono che le sorgenti erano più di una: una per gli occhi, una per lo stomaco, una per il sistema nervoso, ognuna delle quali affollata da molte famiglie, arrivate fin lì per approfittare dei poteri benèfici, che tradizionalmente venivano attribuiti all'acqua delle diverse sorgenti.
Raggiunsero l'ultima: quella della mente. Rowan scoppiò in uno dei suoi pianti accompagnato dalle solite urla, ma la madre riuscì ugualmente a gettargli sulla testa un bicchiere di quell'acqua.
Prima di lasciare la zona del lago e riprendere il cammino verso il Popolo delle renne, Rupert e Kristin desideravano conoscere la storia del lago e sapere se davvero le sue acque fossero benevole. Un abitante del luogo raccontò che su tale lago vi erano una storia vera e una leggenda: la storia riguardava il fatto che le sue acque erano estremamente utili nella cura delle malattie legate alla tiroide, mentre la leggenda riguardava i cavalli.
I cavalli di quella zona erano i migliori e i più pregiati di tutta la Mongolia, questo perché, secondo l'antica credenza, i primi due cavalli scesero dal paradiso in un laghetto su una montagna, percorsero un fiume sotterraneo e emersero proprio dal lago Sharga; successivamente si accoppiarono e dettero vita al primo branco: da quel momento in poi, la razza equina si sarebbe diffusa in tutta la Mongolia e nel resto del mondo.
Con la speranza che il forte legame con i cavalli fosse importante per Rowan e il suo processo di guarigione e che anche i poteri delle acque lo aiutassero, Rupert, assieme a tutto il gruppo, ripartì, a cavallo, per altri dieci giorni di viaggio, al termine dei quali avrebbero, finalmente, fatto conoscenza con il Popolo delle Renne.

## Il Popolo delle renne
Dopo aver cavalcato a lungo, tra vari incidenti e difficoltà, mentre si trovavano a procedere in una valle fredda e ventosa, Rupert si accorse di alcune orme di cervo e renna sul sentiero: finalmente avevano raggiunto i pascoli estivi del Popolo delle renne.
Già prima di giungere a destinazione, il bambino, che nel frattempo si era deciso a tornare di nuovo in sella, era eccitato all'idea di cavalcare, non più un cavallo, bensì una renna: adesso, con una mandria davanti, non stava più nella pelle.
Le guide parlarono con lo sciamano del luogo, Ghoste, il più potente della zona, spiegandogli chi fossero e il motivo per il quale si trovassero lì: il guaritore, dopo aver ascoltato la loro storia, accettò di aiutare e guarire il bambino al prezzo di cinquecento dollari, che, disse, sarebbero serviti per pagare le due famiglie del posto e non lui stesso.
Subito dopo, quando Rupert ebbe acconsentito a dargli la cifra da lui richiesta, l'uomo, sulla sessantina, compì un piccolo rituale all'interno della sua tenda, utilizzando alcuni rametti bruciati che delicatamente sbatté più volte su Rowan, sorprendentemente a suo agio in quel nuovo posto.
Lo sciamano si fece poi raccontare la loro storia in modo dettagliato, al termine della quale disse che quella notte si sarebbe messo in contatto con il Texas e con Betsy, la cavalla del loro vicino e che il giorno seguente i genitori gli avrebbero dovuto raccontare come Rowan avesse dormito durante le ore notturne. Quella notte il bambino si svegliò improvvisamente urlando per qualche minuto, per poi tornare a dormire per quattordici ore consecutive, cosa che non era mai accaduta dal giorno della sua nascita.
Per la funzione principale, che si sarebbe svolta il giorno successivo, fu sacrificata una renna, la cui carne fu consegnata a Rupert assieme ad una zuppa con il brodo, composta da tutti gli organi dell'animale e un po' delle sue feci che ciascuno, ma soprattutto Rowan, avrebbe dovuto mangiare.
Il giorno della cerimonia ufficiale in onore del bambino, per la quale giunsero persone da tutte le zone circostanti, Rupert e sua moglie erano agitati e in pensiero, ma fiduciosi e curiosi di assistere all'ennesima funzione, mentre Rowan era eccitato e voglioso di rivedere Ghoste, per il quale sembrava nutrire simpatia.
Lo sciamano sedeva al centro della sua tenda con la nipote, che, prima di iniziare il rito, gli porse un manto decorato di nastrini, un copricapo e una maschera fatta di penne di falco.
Vestito come un uccello, l'anziano signore iniziò a roteare, suonando il tamburo, mentre entrava in contatto con gli spiriti e raggiungeva lo stato di trance, abbandonando il mondo reale, sempre evitando istintivamente Rowan che si rotolava e di muoveva ai suoi piedi. In seguito offrì una ciotola di tè di latte di renna al bambino, il quale, rifiutando l'offerta, con il braccio dette un colpo al recipiente, che cadde però perfettamente in piedi: questo era un simbolo positivo per il guaritore, come successivamente avrebbe confidato, parlando con i genitori. Ghoste porse poi il suo copricapo a Rowan che, orgoglioso, lo mise in testa, divertito e, voltandosi verso il padre, glielo porse, prima di restituirlo allo sciamano. Infine il guaritore tornò in sé e si tolse i vestiti.
La cerimonia durò poco, circa venti minuti e Rupert ne rimase alquanto deluso, poiché si era immaginato tutt'altra cosa, non certo che fosse così semplice e breve.
Al termine, Ghoste invitò la famiglia Isaacson ad abbandonare la sua tenda, dal momento che vi erano rimasti troppi spiriti pericolosi per il bambino; consigliò inoltre di abbandonare presto quel luogo dove si erano accampati e di tornare da lui il giorno successivo, prima della partenza, per delle brevi spiegazioni, dei chiarimenti e per i saluti.
Rupert e Kristin si recarono da lui per ringraziarlo della cerimonia e per informarsi su eventuali cose che spettasse loro fare, una volta tornati a casa.
Il guaritore affermò che la funzione si era conclusa in modo positivo, che anche Rowan era disponibile a farsi aiutare nella guarigione, dal momento che non aveva rifiutato il copricapo quando lui glielo aveva porto. Il fatto poi che lo avesse passato al padre significava che lo indicava come il suo aiutante, come la figura che più di tutte avrebbe dovuto aiutarlo a superare la malattia.
Raccontò, inoltre, che lui stesso aveva sofferto degli stessi sintomi di Rowan, fino all'età di nove anni e disse loro che avrebbero dovuto ripetere una cerimonia con sciamani potenti, almeno una volta l'anno per altri tre anni, cioè fino al compimento dei suoi nove anni d'età.
Ghoste rassicurò poi Rupert e Kristin sul fatto che Rowan sarebbe migliorato nei rapporti sociali, avrebbe abbandonato le crisi violente, le urla e avrebbe imparato a gestire i suoi bisogni fisiologici: tutto quanto a partire da quel giorno stesso.
Infine disse che il destino di Rowan sarebbe stato quello di diventare uno sciamano e che i genitori non avrebbero dovuto intralciarlo nel suo futuro,
Dette loro tre pietre da mettere ogni sera sotto il cuscino di loro figlio alle quali avrebbero dovuto aggiungerne altre quattro prese dalla terra del Texas.
Dopo questo li congedò e di nuovo li esortò a non rimanere a lungo in quella zona, piena di spiriti non benevoli per Rowan e la sua guarigione.
In giornata, stupiti, ma speranzosi di vedere presto, se non tutti, almeno alcuni dei miglioramenti assicurati dallo sciamano, dopo aver fatto le valigie e caricato i cavalli, tutti quanti si rimisero in cammino.

## I primi miglioramenti
Erano passate soltanto poche ore da quando era stata celebrata la funzione con lo sciamano del Popolo delle Renne e Rowan sembrava già essersi quasi completamente trasformato: niente più crisi, niente più pianti, niente strilli e agitazioni.
Anche le attese, per le quali fino a poco tempo prima avrebbe scatenato l'inferno, incapace di aspettare niente per più di pochi minuti, adesso non provocavano nessuna reazione negativa in lui: aspettava tranquillamente, intrattendondosi con i suoi giocattoli.
I suoi animaletti di “ Il Re Leone “ potevano adesso essere persi tranquillamente: non urlava se non ne trovava più uno e così suo padre non era più costretto a cercarli per ore.
In particolare avvenne una cosa davvero miracolosa: mentre si trovavano, sulla via di ritorno, presso le rive del fiume dove era avvenuto l'incontro iniziale con i nove sciamani, Rowan riuscì per la prima volta ad evitare l'incontinenza fisica, controllando i suoi bisogni e non sporcandosi i pantaloni, come aveva sempre fatto fino a quel momento.
Erano tutti sconvolti dalla rapidità con cui Rowan stava migliorando, ma i genitori temevano che ci sarebbe stata, da un momento all'altro, una ricaduta, come ne erano avvenute in passato e come altri genitori di bambini con autismo avevano detto, avvertendoli: mai rallegrarsi troppo per i passi in avanti, poiché, quasi sempre, a questi, seguono delle tremende regressioni.
Dopo questo primo episodio, però, “incidenti” di questo tipo non avvennero più: Rowan imparò presto ad usare il vasino e successivamente il gabinetto, come un qualsiasi bambino “normale”, con grande felicità e meraviglia da parte dei genitori.
Ghoste aveva detto che già da quel giorno il bambino avrebbe perso i suoi tratti di autismo più negativi, quelli che più innervosivano e stressavano i genitori e, contro ogni previsione, così era stato.

## Il ritorno a casa
Prima di abbandonare la Mongolia, Rupert si volle recare a Khustai luogo in cui si trovano a pascolare nella steppa i cavalli bradi, detti takhi, che sono originari della Mongolia e che inizialmente, si pensava fossero gli antenati dei cavalli addomesticati e di tutti i cavalli domestici. Rupert voleva giungere fin lì per chiedere grazie agli animali per tutto ciò che avevano fatto per loro.
In seguito, dopo aver rivolto le loro preghiere ai signori delle montagne e della terra, Kristin Rupert e Rowan presero l'aereo per Londra. 
Qui si fermarono qualche giorno, prima di volare nuovamente in Texas.
A Londra, quasi immediatamente, Rowan cominciò ad assumere di nuovo i comportamenti autistici, comprese le violenti crisi di pianto: ebbe quindi quella regressione che Rupert si aspettava da un momento all'altro.
Prima di abbandonare il Regno Unito, Kristin e Rupert, si recarono a Cambridge, per incontrare il dottor Simon Baron-Cohen, il massimo esperto di autismo in Gran Bretagna. Questo disse una cosa che rimase particolarmente impressa a Rupert, ovvero che in futuro, forse, l'autismo sarà visto sempre meno come una malattia e sempre più come un aspetto della personalità, dell'io.
Fortunatamente, in Texas, le crisi di nervi che si erano verificate nella capitale inglese, non avvennero più: né i pianti, né l'ansia, né l'iperattività.
A cinque anni Rowan leggeva come un bambino di sette e ben presto cominciò a leggere da solo la sera prima di addormentarsi.
Iniziò subito, una volta tornato a casa, a farsi degli amici e per la prima volta, per il suo sesto compleanno, gli fu organizzata una festa, con la cerchia di bambini che adesso erano suoi amici, di cui soltanto uno presentava tratti autistici.
Anche l'incontro con Betsy, che tanto aveva spaventato Rupert, fu positivo: la cavalla salutò il bambino con la stessa obbedienza di sempre e quasi subito ricominciarono a cavalcare tutti insieme, finché ben presto Rowan non iniziò a farlo da solo, anche per due ore al giorno, proprio come avevano previsto i nomadi in Mongolia.
Con i miglioramenti del figlio, anche i genitori riacquistarono la loro vita sentimentale essendo meno stressati e più liberi, dal momento che adesso potevano tranquillamente assumere delle babysitter ed uscire la sera: non dovevano più pensare soltanto a Rowan e alla sua malattia, ma avevano più tempo da dedicare a loro stessi.
Anche le loro sfere personali e lavorative iniziarono quindi a riemergere: Kristin, per esempio, iniziò a scrivere un libro e poco dopo lo pubblicò; Rupert si mise in contatto con un addestratore dello high school dressage, una forma complessa di equitazione in cui il cavallo danza sotto il cavaliere e iniziò ad allenarsi, arrivando ad un livello talmente alto di bravura da poter addirittura competere.
Rowan, come lo stesso Rupert ammette, dopo il viaggio in Mongolia non è guarito, è migliorato.
È ancora uno con autismo sebbene sia stato liberato dagli aspetti più negativi e inutili: la sua essenza non cambierà mai e non è nemmeno questo che i genitori vogliono.

## Il film
Già prima di partire per questa avventura Rupert aveva in mente di produrre, una volta tornato in Texas, un filmato-documentario che raccontasse l'esperienza dell'insolito viaggio: proprio per questo, infatti, si era fatto accompagnare, per tutto il mese di permanenza in Mongolia, da alcuni cameramen e tecnici del suono, che avrebbero dovuto filmare i momenti più salienti e particolari delle quattro settimane.
Il filmato, che rimuove alcune parti romantiche presenti invece nel libro, mostra l'enorme amore che un padre prova nei confronti del figlio in difficoltà.
Il film ha l'intento di dar voce alle migliaia di persone che giornalmente lottano contro questa malattia, ancora poco conosciuta per la scienza e la medicina tradizionale e vuole lanciare un messaggio di speranza per tutti coloro che si trovano a dover fare i conti con un figlio con autismo e con le sue esigenze.
Il documentario, omonimo del libro, è stato positivamente apprezzato in vari festival come ad esempio l'International Documentary Film Festival Amsterdam o il Sundance Film Festival 2009 poiché mostra in modo diretto come, anche durante i momenti più negativi della vita, l'amore sia in grado di trovare una via d'uscita, una fuga verso la felicità e la serenità.
Il team: Rowan Rupert (protagonista), Rupert Isaacson (produttore), Kristin Neff, Michel Orion Scott (direttore e cinematografo), Rita K. Sanders (editrice), Jeremy Bailey ( Seconda camera), Justin Hennard( tecnico del suono), Lily Haydn e Kim Carrol (musicisti).